# Siphonochalina deficiens
Siphonochalina deficiens är en svampdjursart som beskrevs av Gustavo Pulitzer-Finali 1982. Siphonochalina deficiens ingår i släktet Siphonochalina och familjen Callyspongiidae. Inga underarter finns listade i Catalogue of Life.